# Narrataire
 (février 2023).
Si vous disposez d'ouvrages ou d'articles de référence ou si vous connaissez des sites web de qualité traitant du thème abordé ici, merci de compléter l'article en donnant les références utiles à sa vérifiabilité et en les liant à la section « Notes et références ».
En narratologie, on nomme l’émetteur  « narrateur », par définition celui qui émet le message, et le destinataire « narrataire », celui à qui s’adresse le discours énoncé. Le narrataire n’a pas plus une existence réelle que le narrateur : ils n’existent que sous la forme textuelle. Le narrataire existe sous trois formes : narrataire intradiégétique (qui a toutes les caractéristiques d'un personnage), narrataire invoqué (qui n'a de caractéristique fictionnelle que l'apostrophe du narrataire intradiégétique), narrataire extradiégétique (qui correspond à une figure de lecteur postulée par le texte lui-même et à laquelle tout lecteur s'identifie en lisant l'histoire).